# Szukajmy najpierw Królestwa Bożego!

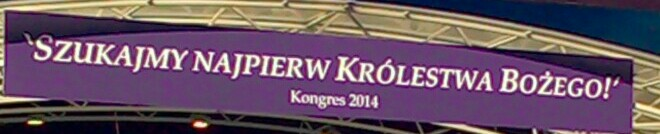
Hasło kongresowe (Sosnowiec)

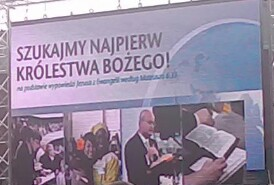
Hasło kongresowe na telebimie (Sosnowiec)

Szukajmy najpierw Królestwa Bożego! – ogólnoświatowa seria trzydniowych kongresów (dużych spotkań religijnych), zorganizowanych przez Świadków Jehowy. Kongresy rozpoczęły się w czerwcu 2014 roku na półkuli północnej, a zakończyły na przełomie lutego i marca 2015 roku na półkuli południowej. W trakcie serii zgromadzeń odbyły się 24 duże kongresy międzynarodowe w 18 miastach w 9 krajach świata oraz mniejsze, kongresy regionalne w przeszło 170 krajach.
Zdaniem Świadków Jehowy głównym tematem Biblii jest Królestwo Boże. Ponieważ celem tej serii kongresów było uwypuklenie tego tematu, nadano jej przewodnie hasło: „Szukajmy najpierw Królestwa Bożego!” Program zgromadzeń wskazuje, że zgodnie z wierzeniami Świadków Jehowy Królestwo Boże zostało ustanowione w roku 1914, a na jego czele stoi panujący król, Jezus Chrystus. Kongresy te upamiętniły setną rocznicę ustanowienia Królestwa Bożego.

## Kongresy międzynarodowe
W ramach serii zaplanowano kongresy międzynarodowe w Australii, Ekwadorze, Grecji, Korei Południowej, Meksyku, Niemczech, Stanach Zjednoczonych, Wielkiej Brytanii i Zimbabwe.
Kongresy międzynarodowe zorganizowano w 18 miastach: Arlington, Ateny, Atlanta, Detroit, East Rutherford, Frankfurt nad Menem, Harare, Honolulu, Houston, Indianapolis, Landover, Londyn, Meksyk, Melbourne, Nowy Orlean, Quito, Seattle, Seul.
Dział Podróży działający pod nadzorem Komitetu Nauczania Ciała Kierowniczego przy Biurze Głównym Świadków Jehowy zarezerwował około 19 000 lotów oraz zakupił bilety lotnicze dla około 4300 misjonarzy i innych głosicieli pełniących specjalną służbę pełnoczasową na terenie zagranicznym w 176 krajach. Dział Podróży korzystał ze środków specjalnie przeznaczonych przez zbory na ten cel, a pochodzących z dobrowolnych datków. Postanowienie to dawało takim osobom możliwość wzięcia udziału w tym kongresie w swoich rodzinnych stronach.
W 2015 roku zrealizowano wideoklip „Radosne zgromadzenia”, który nawiązuje do tego kongresu.

### Kongresy międzynarodowe w Stanach Zjednoczonych
Latem 2014 roku na terenie Stanów Zjednoczonych odbyło się 16 kongresów międzynarodowych, które zorganizowano na dużych stadionach w 10 stanach. Ze względu na grono międzynarodowych delegatów w niektórych miejscach program przedstawiono w całości lub w części w językach: albańskim, amerykańskim języku migowym, arabskim, chińskim (dialekt kantoński i mandaryński), francuskim, greckim, hindi, hiszpańskim, ilokańskim, indonezyjskim, japońskim, koreańskim, kreolskim (używanym na Haiti), marszalskim, ormiańskim, perskim, polskim, rosyjskim, rumuńskim, samoańskim, tagalskim, truk, twi, wietnamskim oraz włoskim. Oprócz tego w samych tylko Stanach Zjednoczonych zorganizowano 193 mniejsze kongresy regionalne w 71 miastach, do których program był transmitowany z miast kongresów międzynarodowych.
Kongresy międzynarodowe rozpoczęły się 6 czerwca 2014 roku na stadionie Ford Field w Detroit w amerykańskim stanie Michigan. Organizatorzy spodziewali się udziału około 45,5 tysiąca osób, w tym około 2,5 tysiąca delegatów z Australii, Kanady, Niemiec i Tajwanu. Zaplanowano również udział w kongresach misjonarzy Świadków Jehowy, absolwentów Szkoły Gilead. Niektóre punkty programu przekazywano w bezpośredniej transmisji do innych obiektów, w których w tym czasie odbywały się kongresy międzynarodowe i regionalne w stanach Arizona, Floryda, Illinois, Kalifornia, Karolina Północna, Missouri oraz New Jersey. Były one jednocześnie tłumaczone na języki albański, koreański, polski oraz portugalski.
Kongres międzynarodowy w Nowym Orleanie na Mercedes-Benz Superdome odbył się w dniach od 13 do 16 czerwca. Uczestniczyło w nim ponad 33 tysiące osób z 5 stanów i 2500 delegatów z 18 krajów, m.in. z Belgii, Słowenii, Francji, Holandii, Austrii, Kazachstanu, Polski, Kongo, Haiti, Beninu, Mauritiusa, Peru, Meksyku.
W dniach od 20 do 22 czerwca 2014 roku zgromadzenie odbyło się na stadionie MetLife w East Rutherford w stanie New Jersey, w języku angielskim. Tydzień później, od 27 do 29 czerwca, w tym samym miejscu ten sam program przedstawiono w języku hiszpańskim. Łącznie podczas tych dwóch weekendów programu zgromadzenia wysłuchało ponad 118 tys. osób. Było to więc największe zgromadzenie Świadków Jehowy na terenie aglomeracji nowojorskiej od 1958 roku, gdy zorganizowano zgromadzenie pod hasłem „Wola Boża”. Przeprowadzono transmisję wideo wybranych punktów programu, której wysłuchało ponad 407 tys. osób zgromadzonych w innych miastach. Dzięki temu łączna liczba odbiorców programu przekroczyła 525,5 tys. osób. Każdy dzień programu zgromadzeń na stadionie MetLife kończył się wykładem członka Ciała Kierowniczego Świadków Jehowy. David Splane przemawiał podczas zgromadzenia, które odbyło się w dniach 20–22 czerwca, a Geoffrey Jackson tydzień później. Jednym z punktów programu był chrzest, który w East Rutherford przyjęło 1255 osób, a na kongresach, do których transmitowano program, 2930 osób. Łączna liczba osób ochrzczonych podczas zgromadzeń wyniosła 4185. Obszerną relację z kongresu zamieściła gazeta „The Record”, a na stronie tytułowej znalazło się zdjęcie z chrztu, który był częścią tego kongresu.
Od 20 do 22 czerwca i od 4 do 6 lipca 2014 roku kongres międzynarodowy odbył się na NRG Stadium w Houston. Uczestniczyły w nim delegacje z 16 krajów. Program został przedstawiony w języku angielskim i hiszpańskim. W każdym z kongresów brało udział ponad 30 000 osób.
W dniach od 27 do 29 czerwca 2014 roku kongres międzynarodowy odbył się w Arlington na AT&T Stadium. Uczestniczyło w nim 50 410 osób z północnej części stanu Teksas, ze stanów Arkansas, Luizjana, Nowy Meksyk i Oklahoma oraz delegacje zagraniczne z 17 krajów, głównie z Australii, Chile, Ekwadoru, Meksyku, Południowej Afryki i innych. Program przedstawiono w języku angielskim z tłumaczeniem na język hiszpański. Na tym samym stadionie w dniach od 25 do 27 lipca 2014 roku program kongresu przedstawiono w języku hiszpańskim.
W Atlancie na Georgia Dome odbyły się trzy zgromadzenia – od 4 do 6 lipca, od 18 do 20 lipca oraz od 1 do 3 sierpnia 2014 roku. Na dwóch językiem przewodnim był język angielski, na jednym hiszpański. Program przedstawiany w języku angielskim był równocześnie tłumaczony na język rosyjski i japoński. Uczestniczyli w nich delegaci z 28 krajów, a łączna ilość obecnych wyniosła 95 689. Na przywitanie uczestników kongresów burmistrz Atlanty, Kasim Reed, wystosował pismo, w którym wyraził uznanie za wkład włożony w organizację kongresów. Również Rada Miasta Atlanta skierowała do Świadków Jehowy list, w którym zwróciła uwagę na jedność jaka panuje wśród Świadków Jehowy pomimo różnic językowych i etnicznych.
Na Husky Stadium w Seattle kongres międzynarodowy odbył się w dniach od 4 do 6 lipca 2014 roku. Uczestniczyło w nim ponad 38 000 osób z 4 stanów i delegacje z ponad 40 krajów.
W dniach od 11 do 13 lipca 2014 roku kongres międzynarodowy odbył się w Indianapolis na Lucas Oil Stadium. Uczestniczyło w nim ponad 32 tysiące osób, w tym delegacje z Polski, Estonii oraz Bułgarii.
W dniach od 1 do 3 sierpnia kongres międzynarodowy odbył się na FedEx Field w Landover. Uczestniczyło w nim ponad 60 000 osób, w tym delegacje m.in. z Brazylii i Afryki Wschodniej.
W dniach od 14 do 16 listopada oraz od 21 do 23 listopada 2014 roku kongres międzynarodowy odbył się w Hawaii Convention Center w Honolulu na Hawajach. Uczestniczyło w nim w sumie 24 000 osób, w tym 9400 delegatów z 11 krajów, z Afryki, Ameryki Południowej i Azji.

### Kongres międzynarodowy w Australii
W dniach od 17 do 19 października 2014 roku kongres międzynarodowy odbył się w Melbourne na Etihad Stadium. Uczestniczyło w nim 70 059 osób (rekord obiektu), w tym delegacje z ponad 60 krajów, a 695 osób zostało ochrzczonych. Przygotowania do jego zorganizowania trwały 8 miesięcy.

### Kongres międzynarodowy w Ekwadorze
W dniach 23–25 stycznia 2015 roku kongres międzynarodowy odbył się w Quito w Ekwadorze z udziałem 148 246 osób. Uczestniczyło w nim także 3000 zagranicznych delegatów. Ciało Kierownicze Świadków Jehowy reprezentował Anthony Morris.

### Kongres międzynarodowy w Grecji
W dniach od 27 do 29 czerwca 2014 roku kongres międzynarodowy odbył się w Atenach na Stadionie Olimpijskim. Uczestniczyły w nim 35 863 osoby, w tym również delegaci z Chorwacji, Korei, Rumunii, Południowej Afryki, Stanów Zjednoczonych, Turcji oraz Węgier. Niektórych punktów programu dzięki transmisji wideo wysłuchały również 3093 osoby zgromadzone w tym samym czasie na kongresach regionalnych w Belgii i na Cyprze.

### Kongres międzynarodowy w Korei Południowej
W dniach od 6 do 8 września 2014 roku kongres międzynarodowy odbył się w Seulu na Seul World Cup Stadium. Uczestniczyło w nim 56 867 osób, w tym również delegaci z Polski, Filipin, Finlandii, Kanady oraz Stanów Zjednoczonych. Kongresy odbyły się również w Pusan, Daejeon, Gwangju, Czedżu, Suwon i Yeosu, na których było 59 091 obecnych. Na kongresie w Seulu członek Ciała Kierowniczego, David Splane, ogłosił wydanie Pisma Świętego w Przekładzie Nowego Świata w wersji zrewidowanej z roku 2013 w języku koreańskim. W Seulu ochrzczono 630 osób, a w pozostałych miejscach 596, czyli razem 1226 osób.

### Kongres międzynarodowy w Meksyku
W stolicy Meksyku kongres międzynarodowy odbył się w dniach od 31 października do 3 listopada 2014 roku na stadionie Arena Ciudad de México. Uczestniczyło w nim 18 617 osób, w tym delegacje z 11 krajów, m.in. ze Stanów Zjednoczonych, Włoch, Kolumbii, Jamajki i innych krajów Ameryki Środkowej. Program był transmitowany na inne kongresy. W Guadalajarze obecnych było 42 000 osób, a w 55 innych miejscach w Meksyku i Ameryce Środkowej w sumie 3 130 031 osób.

### Kongres międzynarodowy w Niemczech
W dniach od 18 do 20 lipca 2014 roku kongres międzynarodowy odbył się we Frankfurcie nad Menem na stadionie Commerzbank-Arena. Uczestniczyło w nim blisko 37 tysięcy osób, w tym około 3 tysiące delegatów zagranicznych. Przybyli oni z ponad 20 krajów, głównie z Australii, Grecji, Libanu, Południowej Afryki, Serbii, Stanów Zjednoczonych oraz Wielkiej Brytanii. Ponadto brało w nim udział także 234 delegatów, głównie misjonarzy działających w 70 krajach. Program przedstawiono w językach niemieckim, angielskim i greckim. Został on przetłumaczony na 17 innych języków. Był także transmitowany do 19 innych miejsc kongresowych w Niemczech oraz do Austrii i Szwajcarii. W programie wzięło udział ogółem 204 046 osób.

### Kongres międzynarodowy w Wielkiej Brytanii
W dniach od 22 do 24 sierpnia 2014 roku kongres międzynarodowy odbył się w Londynie na Twickenham Stadium. Uczestniczyło w nim ponad 55 tysięcy osób, w tym zagraniczne delegacje, m.in. ze Stanów Zjednoczonych, Australii, Trynidadu i Tobago i innych krajów. W pierwszym dniu kongresu ogłoszono wydanie Chrześcijańskich Pism Greckich w Przekładzie Nowego Świata w wersji zrewidowanej z roku 2013 w języku perskim.

### Kongres międzynarodowy w Zimbabwe
W dniach 22–24 sierpnia 2014 roku kongres międzynarodowy odbył się również na Narodowym Stadionie Sportowym w Harare w Zimbabwe. Był to pierwszy kongres międzynarodowy zorganizowany w tym kraju, a zarazem największe spotkanie religijne w Zimbabwe. Uczestniczyło w nim 82 409 osób, w tym ponad 3500 delegatów z Brazylii, Kenii, Niemiec, Stanów Zjednoczonych, Zambii i 30 innych krajów. 1880 osób zostało ochrzczonych. Ciało Kierownicze Świadków Jehowy reprezentował Geoffrey Jackson. Minister do spraw turystyki Zimbabwe Walter Mzembi postanowił odwiedzić Biuro Główne Świadków Jehowy w Nowym Jorku, by oficjalnie podziękować za zorganizowanie zgromadzenia międzynarodowego w Zimbabwe. W specjalnym wywiadzie oświadczył: „Zdaniem zwykłych obywateli Zimbabwe Świadkowie Jehowy mogliby urządzać swoje zgromadzenia w Harare co tydzień. (...) Pan prezydent chciałby przekazać wyrazy wdzięczności i ma nadzieję, że ponownie do nas zawitacie, aby kontynuować działalność na rzecz rozwoju wiary w naszym kraju”.

## Kongresy regionalne
Kongresy regionalne odbyły się w przeszło 170 krajach.

### Polska
W Polsce zorganizowano 24 kongresy w 18 miastach; w języku polskim:
- 4–6 lipca w Białymstoku, Łodzi, Rzeszowie, Sosnowcu[47], Szczecinie[48] i Zielonej Górze;
- 11–13 lipca w Kaliszu, Lublinie, Ostródzie[49], Sosnowcu[50], Toruniu, Warszawie;
- 18–20 lipca w Gdyni (Gdynia Arena)[51], Poznaniu, Sosnowcu[52][53], Wrocławiu i Zamościu;
- 25–27 lipca w Gdyni (Gdynia Arena)[51], Gorzowie Wielkopolskim, Kielcach, Koszalinie, Legnicy i Sosnowcu; w języku angielskim w Łodzi; w polskim języku migowym w Warszawie; w języku rosyjskim również w Warszawie[54].

Seria kongresów rozpoczęła się w piątek 4 lipca, a zakończyła w niedzielę 3 sierpnia. Program przedstawiano w języku polskim, angielskim, rosyjskim i polskim migowym. W kongresach uczestniczyło 141 136 osób, a 1045 ochrzczono.
W jednym z czterech kongresów zorganizowanych w Centrum Kongresowym Świadków Jehowy w Sosnowcu uczestniczyło ponad 8,6 tys. osób, a 67 osób przyjęło chrzest.
W Warszawie na kongresie na Stadionie Legii było obecnych ponad 22 tysiące osób, ochrzczone zostały 92 osoby.
We Wrocławiu kongres zorganizowano w Hali Stulecia dla około 6,5 tys. osób należących do 68 zborów położonych we Wrocławiu lub w pobliżu tego miasta.
Kongres w Szczecinie odbył się na zapełnionym stadionie Pogoni Szczecin przy ulicy Karłowicza.
W Kaliszu kongres regionalny odbył się od 11 do 13 lipca z udziałem około 3 tys. obecnych, ochrzczono 17 osób w wieku od 15 do 66 lat.
W kongresie na stadionie żużlowym w Gorzowie Wielkopolskim uczestniczyło ponad 3600 osób.
W kongresie w Arenie Ostróda uczestniczyło 3,5 tysiąca osób.
W kongresie w hali Targi Kielce udział wzięło około 4000 osób z 43 zborów z województwa świętokrzyskiego i południowej części województwa mazowieckiego, 40 osób zostało ochrzczonych.
Około 8 tysięcy osób uczestniczyło w kongresie w toruńskiej Motoarenie, 87 osób zostało ochrzczonych.

### Albania
W kongresach regionalnych w Albanii uczestniczyły 6443 osoby, a 139 zostało ochrzczonych.

### Angola
W Angoli zorganizowano 76 kongresów regionalnych w 30 miastach. Program przedstawiono w językach: angolskim migowym, czokwe, kimbundu, kongo (Angola), lingala, luvale, nyaneka, portugalskim i ubundu.

### Antigua i Barbuda
Kongres regionalny w Antigui i Barbudzie odbył się w Gambles Assembly Halls w Saint John’s. Program przedstawiono w języku angielskim, dodatkowo niektóre punkty programu były tłumaczone na amerykański język migowy i hiszpański.

### Argentyna
W Argentynie zorganizowano 76 kongresów regionalnych w językach: hiszpańskim, angielskim, argentyńskim migowym, chińskim, guarani, keczua i koreańskim.

### Aruba
Trzy kongresy na Arubie przeprowadzono w Savaneta w językach: hiszpańskim, niderlandzkim oraz w Palm Beach w języku papiamento (Aruba).

### Austria
Program na kongresach Austrii był transmitowany z kongresu międzynarodowego we Frankfurcie nad Menem. W kongresie na Ernst-Happel-Stadion w Wiedniu uczestniczyło przeszło 10 000 osób, a w Salzburger Messezentrum w Salzburgu – przeszło 5000. Kongresy odbyły się również w Grazu, Innsbrucku, St. Pölten, Villach i Wels.

### Azerbejdżan
19 września 2014 roku na kongresie Azerbejdżanie ogłoszono wydanie „Pisma Świętego w Przekładzie Nowego Świata” w języku azerskim (wydanie: cyrylica i alfabet łaciński).

### Bahamy
Na Bahamach zorganizowano 6 kongresów regionalnych w języku angielskim i kreolskim (Haiti).

### Bośnia i Hercegowina
W dniach od 8 do 10 sierpnia 2014 roku kongres regionalny w Bośni i Hercegowinie odbył się w Sarajewie. Wzięły w nim udział 2552 osoby, a 32 zostały ochrzczone.

### Bułgaria
W 4 kongresach regionalnych w Bułgarii uczestniczyło 2540 osób, a 35 zostało ochrzczonych.

### Chorwacja
W dniach od 20 do 22 lipca 2014 roku kongres regionalny odbył się w Zagrzebiu Chorwacji. Wzięło w nim udział 4297 osób, a 31 zostało ochrzczonych.

### Dominikana
Seria kongresów regionalnych odbyła się w Salach Zgromadzeń w Santo Domingo i Villa González w Dominikanie.

### Estonia
W dniach od 8 do 10 sierpnia 2014 roku kongres regionalny odbył się w Tallinnie w Estonii. W pierwszym dniu kongresu ogłoszono wydanie Pisma Świętego w Przekładzie Nowego Świata w wersji zrewidowanej z roku 2013 w języku estońskim.

### Etiopia
Na kongresie regionalnym, który odbył się w dniach 11 do 13 grudnia w Etiopii ogłoszono wydanie Pisma Świętego w Przekładzie Nowego Świata w wersji zrewidowanej z roku 2013 w języku amharskim.

### Fidżi
Na kongresie regionalnym, który odbył się w dniach od 18 do 20 grudnia na Fidżi ogłoszono wydanie Pisma Świętego w Przekładzie Nowego Świata w wersji zrewidowanej z roku 2013 w języku fidżyjskim.

### Filipiny
Na kongresie regionalnym, który odbył się w dniach od 13 do 15 listopada na Filipinach ogłoszono wydanie Pisma Świętego w Przekładzie Nowego Świata w wersji zrewidowanej z roku 2013 w języku hiligaynon.

### Ghana
W październiku na kongresach w Ghanie ogłoszono wydanie Chrześcijańskich Pism Greckich w Przekładzie Nowego Świata w języku ga, a w grudniu Pisma Świętego w Przekładzie Nowego Świata w wersji zrewidowanej z roku 2013 w języku ewe.

### Gruzja
Na kongresie regionalnym, który odbył się w dniach od 18 do 20 września w Gruzji ogłoszono wydanie Pisma Świętego w Przekładzie Nowego Świata w wersji zrewidowanej z roku 2013 w języku azerskim. W Tbilisi po raz pierwszy odbył się kongres regionalny w języku kurdyjskim. Przybyli na niego delegaci z Armenii, Niemiec, Turcji i Ukrainy.

### Hiszpania
W kongresach regionalnych w Hiszpanii wzięło udział 128 000 osób, a 1383 zostały ochrzczone.

### Kazachstan
Na kongresie regionalnym, który odbył się w dniach od 26 do 28 września 2014 roku w Issyku w Kazachstanie, członek Ciała Kierowniczego, Gerrit Lösch, ogłosił wydanie Pisma Świętego w Przekładzie Nowego Świata w wersji zrewidowanej z roku 2013 w języku kazachskim. W kongresie uczestniczyło 3721 osób.

### Kenia
29 sierpnia 2014 roku w pierwszym dniu serii kongresów regionalnych w Kenii, ogłoszono wydanie Chrześcijańskich Pism Greckich w Przekładzie Nowego Świata w wersji zrewidowanej z roku 2013 w języku luo.

### Malezja
Na kongresie regionalnym, który odbył się w dniach od 4 do 6 września w Malezji ogłoszono wydanie Chrześcijańskich Pism Greckich w Przekładzie Nowego Świata w języku malajskim.

### Meksyk
Na kongresie regionalnym w Tuxtla Gutiérrez w stanie Chiapas w Meksyku, który odbył się w dniach od 26 do 28 grudnia 2014 roku ogłoszono wydanie Chrześcijańskich Pism Greckich w Przekładzie Nowego Świata, a także sześciu innych publikacji w języku tsotsil.

### Mongolia
W kongresach regionalnych uczestniczyło ogółem 616 osób, a 16 zostało ochrzczonych.

### Nigeria
Na kongresie regionalnym, który odbył się w dniach od 11 do 13 grudnia w Nigerii ogłoszono wydanie Chrześcijańskich Pism Greckich w Przekładzie Nowego Świata w języku isoko.

### Portoryko
W Portoryko zorganizowano 10 kongresów regionalnych w 4 miastach, w językach: hiszpańskim, angielskim i amerykańskim migowym. W trzech kongresach, które odbyły się w Coliseos w San Juan, uczestniczyło przeszło 21 000 osób.

### Sri Lanka
W sierpniu 2014 roku kongres regionalny odbył się na Sugathadasa Stadium w Kolombo w Sri Lance. Udział w nim wzięło 6376 osób, ponadto 2692 osoby skorzystały z programu w Dżafnie, co dało łączną liczbę 9068 obecnych. Początkowo policja obawiając się działań ze strony radykalnych mnichów buddyjskich, którzy już wcześniej przerywali zebrania religijne Świadków Jehowy i niszczyli ich miejsca wielbienia, nie chciała się zgodzić na tak duże zgromadzenie. Program odbył się bez przeszkód, a nad jego przebiegiem czuwało 70 funkcjonariuszy.

### Turcja
W Turcji w lipcu 2014 roku kongres regionalny odbył się w języku tureckim w Stambule i Izmirze, a w języku rosyjskim w Stambule, ogółem ochrzczono 34 osoby.

### Ukraina
Mimo trwającego konfliktu na wschodzie Ukrainy zorganizowano kongresy regionalne również w tym kraju. W dniach od 4 do 6 lipca 2014 roku we Lwowie na stadionie Arena Lwów odbył się kongres. W pierwszym jego dniu, Anthony Morris, wówczas członek Ciała Kierowniczego, ogłosił wydanie Pisma Świętego w Przekładzie Nowego Świata w wersji zrewidowanej z roku 2013 w języku ukraińskim. Liczba obecnych na tym zgromadzeniu wyniosła 18 336. Ukraińskie Biuro Oddziału zorganizowało transmisję kluczowych punktów programu do 8 miast i 62 innych miejsc położonych w rejonie Doniecka, gdzie toczył się konflikt. Łączna liczba obecnych w trakcie tego weekendu na Ukrainie wyniosła 82 832 osoby, a 1068 osób ochrzczono. Pierwszy dzień kongresu we Lwowie został przerwany przez alarm bombowy, w wyniku którego ewakuowano obecnych ze stadionu. Gdy okazało się, że był to fałszywy alarm, kongres został wznowiony.
Wcześniej w pierwszej połowie czerwca 2014 roku odbyło się kilka kongresów we wschodniej części kraju, na których było obecnych 5200 osób.

### Wenezuela
W Wenezueli odbyło się 101 kongresów w 41 miastach.

### Włochy
W serii 87 kongresów, które odbyły się we Włoszech uczestniczyło ogółem 302 870 osób. Ochrzczono 2236 osób.

### Zambia
22 sierpnia 2014 roku w pierwszym dniu serii kongresów regionalnych w Zambii, ogłoszono wydanie Pisma Świętego w Przekładzie Nowego Świata w wersji zrewidowanej z roku 2013 w języku tonga oraz kaonde.

## Kongresy na świecie
| Kraj                                 | Liczba kongresów | Liczba języków |
| ------------------------------------ | ---------------- | -------------- |
| Albania                              | 2                | 1              |
| Angola                               | 76               | 7              |
| Antigua i Barbuda                    | 3                | 3              |
| Argentyna                            | 76               | 7              |
| Armenia                              | 6                | 3              |
| Aruba                                | 3                | 3              |
| Austria                              | 12               | 6              |
| Australia                            | 2                | 16             |
| Azerbejdżan                          | 1                | 1              |
| Bahamy                               | 6                | 2              |
| Barbados                             | 6                | 5              |
| Belgia                               | 12               | 7              |
| Belize                               | 5                | 3              |
| Benin                                | 26               | 7              |
| Bermudy                              | 1                | 1              |
| Boliwia                              | 21               | 5              |
| Bośnia i Hercegowina                 | 1                | 3              |
| Botswana                             | 2                | 2              |
| Brazylia                             | 544              | 15             |
| Bułgaria                             | 4                | 3              |
| Burkina Faso                         | 10               | 6              |
| Burundi                              | 25               | 6              |
| Chile                                | 34               | 9              |
| Chorwacja                            | 1                | 1              |
| Curaçao                              | 3                | 3              |
| Cypr                                 | 9                | 9              |
| Czad                                 | 4                | 2              |
| Czarnogóra                           | 1                | 1              |
| Czechy                               | 6                | 4              |
| Dania                                | 7                | 3              |
| Demokratyczna Republika Konga        | 196              | 13             |
| Dominika                             | 4                | 4              |
| Dominikana                           | 34               | 9              |
| Ekwador                              | 3                | 9              |
| Estonia                              | 3                | 3              |
| Etiopia                              | 27               | 6              |
| Fidżi                                | 12               | 6              |
| Filipiny                             | 134              | 10             |
| Finlandia                            | 8                | 5              |
| Francja                              | 57               | 27             |
| Gabon                                | 11               | 2              |
| Gambia                               | 2                | 2              |
| Ghana                                | 128              | 10             |
| Grecja                               | 1                | 14             |
| Grenada                              | 2                | 2              |
| Grenlandia                           | 2                | 2              |
| Gruzja                               | 22               | 6              |
| Guam                                 | 3                | 3              |
| Gujana                               | 5                | 3              |
| Gujana Francuska                     | 10               | 9              |
| Gwadelupa                            | 12               | 5              |
| Gwatemala                            | 24               | 6              |
| Gwinea                               | 3                | 2              |
| Gwinea Bissau                        | 1                | 1              |
| Gwinea Równikowa                     | 6                | 1              |
| Haiti                                | 23               | 3              |
| Hiszpania                            | 35               | 12             |
| Holandia                             | 8                | 6              |
| Honduras                             | 14               | 3              |
| Hongkong                             | 3                | 3              |
| Indie                                | 34               | 10             |
| Indonezja                            | 26               | 9              |
| Irlandia                             | 9                | 2              |
| Islandia                             | 1                | 1              |
| Izrael                               | 5                | 4              |
| Jamajka                              | 15               | 2              |
| Japonia                              | 86               | 8              |
| Kamerun                              | 51               | 5              |
| Kanada                               | 56               | 18             |
| Kazachstan                           | 1                | 3              |
| Kenia                                | 15               | 4              |
| Kirgistan                            | 5                | 3              |
| Kolumbia                             | 109              | 4              |
| Kongo                                | 10               | 4              |
| Korea Południowa                     | 7                | 6              |
| Kostaryka                            | 14               | 3              |
| Kuba                                 | 40               | 3              |
| Lesotho                              | 1                | 1              |
| Liban                                | 6                | 3              |
| Liberia                              | 15               | 2              |
| Litwa                                | 2                | 2              |
| Łotwa                                | 3                | 3              |
| Macedonia                            | 1                | 1              |
| Madagaskar                           | 47               | 6              |
| Majotta                              | 4                | 4              |
| Malezja                              | 10               | 9              |
| Mali                                 | 2                | 2              |
| Malta                                | 1                | 1              |
| Martynika                            | 6                | 3              |
| Mauritius                            | 2                | 1              |
| Meksyk                               | 392              | 37             |
| Mikronezja                           | 4                | 4              |
| Mjanma                               | 14               | 5              |
| Mołdawia                             | 9                | 3              |
| Mongolia                             | 1                | 1              |
| Mozambik                             | 120              | 20             |
| Namibia                              | 6                | 6              |
| Nepal                                | 4                | 2              |
| Niemcy                               | 10               | 19             |
| Niger                                | 3                | 1              |
| Nigeria                              | 271              | 29             |
| Nikaragua                            | 25               | 3              |
| Norwegia                             | 6                | 3              |
| Nowa Kaledonia                       | 6                | 3              |
| Nowa Zelandia                        | 16               | 5              |
| Pakistan                             | 3                | 3              |
| Palau                                | 2                | 2              |
| Panama                               | 16               | 5              |
| Paragwaj                             | 15               | 6              |
| Peru                                 | 88               | 8              |
| Polinezja Francuska                  | 12               | 4              |
| Polska                               | 24               | 4              |
| Południowa Afryka                    | 51               | 17             |
| Portoryko                            | 10               | 3              |
| Portugalia                           | 20               | 7              |
| Republika Środkowoafrykańska         | 3                | 3              |
| Republika Zielonego Przylądka        | 6                | 2              |
| Reunion                              | 4                | 2              |
| Rosja                                | 109              | 10             |
| Rumunia                              | 23               | 3              |
| Rwanda                               | 34               | 4              |
| Saint Kitts i Nevis                  | 3                | 3              |
| Saint Lucia                          | 7                | 7              |
| Saint Vincent i Grenadyny            | 3                | 2              |
| Saint-Martin                         | 2                | 2              |
| Salwador                             | 5                | 2              |
| Samoa                                | 2                | 2              |
| Samoa Amerykańskie                   | 1                | 1              |
| Senegal                              | 3                | 2              |
| Serbia                               | 1                | 1              |
| Seszele                              | 2                | 2              |
| Sierra Leone                         | 3                | 2              |
| Sint Maarten                         | 3                | 3              |
| Słowacja                             | 2                | 1              |
| Słowenia                             | 2                | 2              |
| Sri Lanka                            | 2                | 4              |
| Stany Zjednoczone                    | 209              | 33             |
| Suazi                                | 1                | 1              |
| Sudan                                | 2                | 2              |
| Sudan Południowy                     | 6                | 3              |
| Surinam                              | 7                | 5              |
| Szwajcaria                           | 6                | 6              |
| Szwecja                              | 8                | 6              |
| Tajlandia                            | 8                | 5              |
| Tajwan                               | 7                | 6              |
| Tanzania                             | 19               | 1              |
| Timor Wschodni                       | 1                | 1              |
| Togo                                 | 28               | 5              |
| Tonga                                | 1                | 1              |
| Trynidad i Tobago                    | 5                | 5              |
| Turcja                               | 2                | 2              |
| Tuvalu                               | 1                | 1              |
| Uganda                               | 20               | 9              |
| Ukraina                              | 40               | 6              |
| Urugwaj                              | 10               | 1              |
| Wallis i Futuna                      | 1                | 1              |
| Wenezuela                            | 101              | 9              |
| Węgry                                | 10               | 2              |
| Wielka Brytania                      | 20               | 27             |
| Włochy                               | 87               | 19             |
| Wybrzeże Kości Słoniowej             | 22               | 18             |
| Wyspa Świętej Heleny                 | 1                | 1              |
| Wyspy Cooka                          | 2                | 2              |
| Wyspy Dziewicze Stanów Zjednoczonych | 2                | 2              |
| Wyspy Salomona                       | 9                | 1              |
| Wyspy Świętego Tomasza i Książęcej   | 1                | 1              |
| Zambia                               | 165              | 15             |
| Zimbabwe                             | 1                | 6              |

## Niektóre punkty programu
- Przedstawienia:

Nie zostawiaj miejsca Diabłu (oparte na Ef 4:27; 1J 4:11)
Nie zawiodło ani jedno słowo (oparte na Joz 1:2, 11; 2:1–24; 7:1, 10–26; 9:1–27; 10:1–14; 23:14).
- Słuchowisko:

Jehowa jest jedynym prawdziwym Bogiem (1Krl 16:29–33; 17:1–7; 18:17–46; 19:1–8).
Ważnym punktem programu był publiczny wykład biblijny, który nosił tytuł „Kto się nadaje na nowego władcę ziemi?”
W programie oprócz przemówień, pokazów (scenek), wywiadów, wyświetlono krótkie filmy nawiązujące do tematów poszczególnych punktów: „Zmartwychwstanie – już wkrótce”, „Docenianie korzyści panowania Królestwa”, „’Ubodzy’ odziedziczą Królestwo”, „Rey Baltasar Perla: Postawiłem Jehowę ponad politykę”.

## Kampania informacyjna
Kongresy poprzedziła trzytygodniowa ogólnoświatowa kampania informacyjna – ósma tego rodzaju. Polegała ona na rozpowszechnianiu specjalnych zaproszeń na kongresy, które upamiętniły setną rocznicę objęcia w niebie władzy przez Królestwo Boże. Wstęp na kongresy był wolny, również bez zaproszeń.